# Rubus irasuensis
Rubus irasuensis är en rosväxtart som beskrevs av Frederik Michael Liebmann. Rubus irasuensis ingår i släktet rubusar, och familjen rosväxter. Inga underarter finns listade i Catalogue of Life.